# Convocazioni alla Copa América Femenina 2022
Questa pagina elenca le giocatrici convocate per la Copa América Femenina a Colombia 2022.

## Gruppo A

### Bolivia
Selezionatrice: Rosana Gómez
| N. | Pos. | Giocatore               | Data nascita (età)         | Pres. | Squadra              |
| -- | ---- | ----------------------- | -------------------------- | ----- | -------------------- |
| 1  | P    | Kimberly López          | 17 maggio 2000 (22 anni)   |       | Jorge Wilstermann    |
| 12 | P    | Daniela Salguero        | 30 novembre 1992 (29 anni) |       | Exótico Premium      |
| 23 | P    | Alba Salazar            | 17 febbraio 2005 (17 anni) |       | Son Sardina Atlético |
| 2  | D    | Yuditza Salvatierra     | 26 aprile 2003 (19 anni)   |       | Mundo Futuro         |
| 4  | D    | Jhylian Mamani          | 29 dicembre 2004 (17 anni) |       | The Strongest        |
| 6  | D    | María Alejandra Vaquero | 23 gennaio 1992 (30 anni)  |       | Deportivo ITA        |
| 13 | D    | Ericka Morales          | 17 dicembre 1994 (27 anni) |       | Mundo Futuro         |
| 14 | D    | Ariani Melgar           | 7 aprile 2002 (20 anni)    |       | Santa Cruz FC        |
| 15 | D    | Aidé Mendiola           | 14 novembre 2000 (21 anni) |       | Mundo Futuro         |
| 5  | C    | Érika Salvatierra       | 3 maggio 1990 (32 anni)    |       | Águilas              |
| 7  | C    | Ana Paula Rojas         | 17 luglio 1997 (24 anni)   |       | Astor                |
| 8  | C    | Paola Guzmán            | 12 giugno 1998 (24 anni)   |       | Viajes InterRías     |
| 16 | C    | Samantha Alurralde      | 4 gennaio 2004 (18 anni)   |       | The Strongest        |
| 18 | C    | Yoselín Basualdo        | 15 marzo 2000 (22 anni)    |       | Jorge Wilstermann    |
| 22 | C    | Brandy Flores           | 4 ottobre 1999 (22 anni)   |       | Jorge Wilstermann    |
| 3  | A    | Olga Sandoval           | 16 novembre 1992 (29 anni) |       | Real Tomayapo        |
| 9  | A    | Marlene Flores          | 23 aprile 2001 (21 anni)   |       | Real Tomayapo        |
| 11 | A    | Ilsen Rodríguez         | 30 gennaio 1994 (28 anni)  |       | Always Ready         |
| 19 | A    | Majhely Romero          | 20 gennaio 2003 (19 anni)  |       | Blooming             |
| 20 | A    | Alizia Bejarano         | 8 giugno 2000 (22 anni)    |       | Inter Stars Rush     |
| 21 | A    | Marilin Rojas           | 5 giugno 1998 (24 anni)    |       | Oriente Petrolero    |

### Cile
Selezionatore: José Letelier
| N. | Pos. | Giocatore           | Data nascita (età)          | Pres. | Squadra              |
| -- | ---- | ------------------- | --------------------------- | ----- | -------------------- |
| 1  | P    | Christiane Endler   | 23 luglio 1991 (30 anni)    | 90    | Olympique Lione      |
| 12 | P    | Natalia Campos      | 12 gennaio 1992 (30 anni)   | 15    | Universidad de Chile |
| 23 | P    | Antonia Canales     | 16 ottobre 2002 (19 anni)   | 0     | Colo-Colo            |
| 3  | D    | Carla Guerrero      | 23 dicembre 1987 (34 anni)  | 77    | Universidad de Chile |
| 5  | D    | Fernanda Ramírez    | 30 agosto 1992 (29 anni)    | 4     | Colo-Colo            |
| 14 | D    | Daniela Pardo       | 9 maggio 1988 (34 anni)     | 43    | Santiago Morning     |
| 16 | D    | Geraldine Leyton    | 11 maggio 1989 (33 anni)    | 44    | Colo-Colo            |
| 17 | D    | Javiera Toro        | 22 aprile 1998 (24 anni)    | 21    | Siviglia             |
| 18 | D    | Camila Sáez         | 17 ottobre 1994 (27 anni)   | 76    | Rayo Vallecano       |
| 21 | D    | Rosario Balmaceda   | 23 marzo 1999 (23 anni)     | 28    | Santiago Morning     |
| 4  | C    | Francisca Lara      | 29 luglio 1990 (31 anni)    | 86    | Villarreal           |
| 6  | C    | Nayadet López       | 5 agosto 1994 (27 anni)     | 15    | Espanyol             |
| 8  | C    | Karen Araya         | 16 ottobre 1990 (31 anni)   | 80    | Siviglia             |
| 10 | C    | Yanara Aedo         | 5 agosto 1993 (28 anni)     | 84    | Rayo Vallecano       |
| 11 | C    | Yessenia López      | 20 ottobre 1990 (31 anni)   | 52    | Universidad de Chile |
| 20 | C    | Yastin Jiménez      | 17 ottobre 2000 (21 anni)   | 11    | Colo-Colo            |
| 2  | A    | Valentina Navarrete | 13 luglio 2003 (18 anni)    | 3     | Santiago Morning     |
| 7  | A    | Yenny Acuña         | 24 marzo 2000 (22 anni)     | 15    | Santiago Morning     |
| 9  | A    | María José Urrutia  | 17 dicembre 1993 (28 anni)  | 38    | Colo-Colo            |
| 13 | A    | Javiera Grez        | 23 aprile 2002 (20 anni)    | 23    | Colo-Colo            |
| 15 | A    | Daniela Zamora      | 13 novembre 1990 (31 anni)  | 59    | Universidad de Chile |
| 19 | A    | María José Rojas    | 17 settembre 1987 (34 anni) | 53    | Salisbury Inter      |
| 22 | A    | Mary Valencia       | 8 febbraio 2003 (19 anni)   | 2     | Santiago Morning     |

### Colombia
Selezionatore: Nelson Abadía
| N. | Pos. | Giocatore          | Data nascita (età)          | Pres. | Squadra                 |
| -- | ---- | ------------------ | --------------------------- | ----- | ----------------------- |
| 1  | P    | Catalina Pérez     | 8 novembre 1994 (27 anni)   | 14    | Real Betis              |
| 12 | P    | Sandra Sepúlveda   | 3 marzo 1988 (34 anni)      | 35    | Hapoel Marmorek         |
| 13 | P    | Natalia Giraldo    | 19 maggio 2003 (19 anni)    | 3     | América de Cali         |
| 2  | D    | Manuela Vanegas    | 9 febbraio 2000 (22 anni)   | 21    | Real Sociedad           |
| 3  | D    | Daniela Arias      | 31 agosto 1994 (27 anni)    | 9     | Pachuca                 |
| 14 | D    | Ángela Barón       | 18 settembre 2003 (18 anni) | 1     | D'Feeters Kicks         |
| 17 | D    | Carolina Arias     | 2 settembre 1990 (31 anni)  | 39    | Deportivo Cali          |
| 19 | D    | Jorelyn Carabalí   | 18 maggio 1997 (25 anni)    | 7     | Deportivo Cali          |
| 20 | D    | Mónica Ramos       | 14 ottobre 1998 (23 anni)   | 2     | Grêmio                  |
| 22 | D    | Daniela Caracas    | 25 aprile 1997 (25 anni)    | 17    | Espanyol                |
| 4  | C    | Diana Ospina       | 3 marzo 1989 (33 anni)      | 50    | América de Cali         |
| 5  | C    | Lorena Bedoya      | 6 agosto 1997 (24 anni)     | 5     | Atlético Nacional       |
| 6  | C    | Daniela Montoya    | 22 agosto 1990 (31 anni)    | 46    | Atlético Junior         |
| 8  | C    | Angie Castañeda    | 4 febbraio 1998 (24 anni)   | 6     | Cacereño                |
| 10 | C    | Leicy Santos       | 16 maggio 1996 (26 anni)    | 50    | Atlético Madrid         |
| 16 | C    | Gabriela Rodríguez | 10 maggio 2005 (17 anni)    | 1     | América de Cali         |
| 21 | C    | Liana Salazar      | 16 settembre 1992 (29 anni) | 24    | Corinthians             |
| 7  | A    | Gisela Robledo     | 13 maggio 2003 (19 anni)    | 7     | UDG Tenerife            |
| 9  | A    | Mayra Ramírez      | 23 marzo 1999 (23 anni)     | 13    | Sporting Club de Huelva |
| 11 | A    | Catalina Usme      | 25 dicembre 1989 (32 anni)  | 66    | América de Cali         |
| 15 | A    | Tatiana Ariza      | 21 febbraio 1991 (31 anni)  | 21    | Deportivo Cali          |
| 18 | A    | Linda Caicedo      | 22 febbraio 2005 (17 anni)  | 11    | Deportivo Cali          |
| 23 | A    | Elexa Bahr         | 26 maggio 1998 (24 anni)    | 3     | CDE Racing              |

### Ecuador
Selezionatrice: Emily Lima
| N. | Pos. | Giocatore          | Data nascita (età)         | Pres. | Squadra                           |
| -- | ---- | ------------------ | -------------------------- | ----- | --------------------------------- |
| 1  | P    | Andrea Vera        | 10 aprile 1993 (29 anni)   |       | Club Ñañas                        |
| 12 | P    | Andrea Morán       | 14 ottobre 1999 (22 anni)  |       | Independiente del Valle           |
| 22 | P    | Ivanna Macías      | 26 marzo 2003 (19 anni)    |       | Leones del Norte                  |
| 2  | D    | Suany Fajardo      | 24 febbraio 1994 (28 anni) |       | Barcelona Sporting Club           |
| 3  | D    | Ariana Lomas       | 17 gennaio 2002 (20 anni)  |       | Independiente del Valle           |
| 5  | D    | Erika Gracia       | 7 agosto 1989 (32 anni)    |       | Independiente del Valle           |
| 14 | D    | Danna Pesántez     | 29 agosto 2003 (18 anni)   |       | Carneras UPS                      |
| 16 | D    | Ligia Moreira      | 19 marzo 1992 (30 anni)    |       | Córdoba                           |
| 19 | D    | Kerlly Real        | 7 novembre 1998 (23 anni)  |       | Valencia                          |
| 4  | C    | Stefany Cedeño     | 6 agosto 2000 (21 anni)    |       | Barcelona Sporting Club           |
| 6  | C    | Manoly Baquerizo   | 15 dicembre 1998 (23 anni) |       | Cacereño                          |
| 8  | C    | Marthina Aguirre   | 25 gennaio 2001 (21 anni)  |       | High Point Panthers               |
| 11 | C    | Ámbar Torres       | 21 dicembre 1994 (27 anni) |       | Club Ñañas                        |
| 17 | C    | Joselyn Espinales  | 19 gennaio 1999 (23 anni)  |       | LDU Quito                         |
| 18 | C    | Belén Aragón       | 26 marzo 1995 (27 anni)    |       | LDU Quito                         |
| 21 | C    | Giannina Lattanzio | 19 maggio 1993 (29 anni)   |       | Cittadella                        |
| 7  | A    | Emily Arias        | 16 marzo 2003 (19 anni)    |       | Independiente del Valle           |
| 9  | A    | Nayely Bolaños     | 25 febbraio 2003 (19 anni) |       | Independiente del Valle           |
| 10 | A    | Karen Flores       | 24 luglio 2001 (20 anni)   |       | Cal State Bakersfield Roadrunners |
| 13 | A    | Nicole Charcopa    | 1º aprile 2000 (22 anni)   |       | Independiente del Valle           |
| 15 | A    | Isabel Trujillo    | 17 novembre 1999 (22 anni) |       | LDU Quito                         |
| 20 | A    | Jimena Zambrano    | 19 luglio 2003 (18 anni)   |       | LDU Quito                         |
| 23 | A    | Jael Montalvo      | 20 giugno 2005 (17 anni)   |       | LDU Quito                         |

### Paraguay
Selezionatore: Marcello Frigério
| N. | Pos. | Giocatore         | Data nascita (età)          | Pres. | Squadra              |
| -- | ---- | ----------------- | --------------------------- | ----- | -------------------- |
| 1  | P    | Cristina Recalde  | 29 settembre 1994 (27 anni) |       | Juan Grande          |
| 12 | P    | Alicia Bobadilla  | 5 giugno 1994 (28 anni)     |       | San Lorenzo          |
| 22 | P    | Gloria Saleb      | 12 giugno 1991 (31 anni)    |       | Olimpia              |
| 2  | D    | Limpia Fretes     | 24 giugno 2000 (22 anni)    |       | Libertad/Limpeño     |
| 3  | D    | Lorena Alonso     | 1º aprile 1998 (24 anni)    |       | Millonarios          |
| 4  | D    | Daysy Bareiro     | 19 gennaio 2001 (21 anni)   |       | Juan Grande          |
| 5  | D    | Verónica Riveros  | 23 aprile 1987 (35 anni)    |       | São José             |
| 6  | D    | Dulce Quintana    | 24 maggio 1999 (23 anni)    |       | SE AEM               |
| 14 | D    | Tania Riso        | 26 gennaio 1994 (28 anni)   |       | SE AEM               |
| 21 | D    | María Martínez    | 29 settembre 1993 (28 anni) |       | Libertad/Limpeño     |
| 7  | C    | Fabiola Sandoval  | 27 maggio 1999 (23 anni)    |       | Avaí                 |
| 8  | C    | Rosa Miño         | 13 luglio 1999 (22 anni)    |       | Atlético Ouriense    |
| 9  | C    | Lice Chamorro     | 22 dicembre 1998 (23 anni)  |       | Deportivo Alavés     |
| 11 | C    | Fany Gauto        | 19 agosto 1992 (29 anni)    |       | Ferroviária          |
| 15 | C    | Fanny Godoy       | 21 gennaio 1998 (24 anni)   |       | Juan Grande          |
| 16 | C    | Ramona Martínez   | 21 luglio 1996 (25 anni)    |       | Libertad/Limpeño     |
| 18 | C    | Camila Arrieta    | 16 settembre 2001 (20 anni) |       | Avaí                 |
| 20 | C    | Lourdes González  | 16 luglio 1999 (22 anni)    |       | Cerro Porteño        |
| 23 | C    | Fátima Acosta     | 7 gennaio 2005 (17 anni)    |       | Resistencia          |
| 10 | A    | Jessica Martínez  | 14 giugno 1999 (23 anni)    |       | Siviglia             |
| 13 | A    | Graciela Martínez | 24 maggio 2001 (21 anni)    |       | Vasco da Gama        |
| 17 | A    | Gloria Villamayor | 10 aprile 1992 (30 anni)    |       | SE AEM               |
| 19 | A    | Rebeca Fernández  | 1º dicembre 1991 (30 anni)  |       | Universidad de Chile |

## Gruppo B

### Argentina[6]
Selezionatore: Germán Portanova
| N. | Pos. | Giocatore                | Data nascita (età)          | Pres. | Squadra          |
| -- | ---- | ------------------------ | --------------------------- | ----- | ---------------- |
| 1  | P    | Vanina Correa            | 14 agosto 1983 (38 anni)    |       | Rosario Central  |
| 12 | P    | Solana Pereyra           | 5 aprile 1999 (23 anni)     |       | Real Unión       |
| 23 | P    | Laurina Oliveros         | 10 settembre 1993 (28 anni) |       | Boca Juniors     |
| 2  | D    | Agustina Barroso         | 20 maggio 1993 (28 anni)    |       | Palmeiras        |
| 3  | D    | Eliana Stábile           | 26 novembre 1990 (31 anni)  |       | Santos           |
| 6  | D    | Aldana Cometti           | 3 marzo 1996 (26 anni)      |       | Levante          |
| 16 | D    | Marina Delgado           | 12 giugno 1995 (27 anni)    |       | UAI Urquiza      |
| 4  | C    | Julieta Cruz             | 4 giugno 1996 (26 anni)     |       | Boca Juniors     |
| 5  | C    | Vanesa Santana           | 3 settembre 1990 (31 anni)  |       | Huelva           |
| 7  | C    | Romina Núñez             | 1º gennaio 1994 (28 anni)   |       | UAI Urquiza      |
| 8  | C    | Daiana Falfán            | 14 ottobre 2000 (21 anni)   |       | UAI Urquiza      |
| 10 | C    | Dalila Ippólito          | 24 marzo 2002 (20 anni)     |       | Pomigliano       |
| 13 | C    | Sophia Braun             | 26 gennaio 2002 (20 anni)   |       | Gonzaga Bulldogs |
| 14 | C    | Miriam Mayorga           | 20 novembre 1989 (32 anni)  |       | Boca Juniors     |
| 17 | C    | Maricel Pereyra          | 11 maggio 2002 (20 anni)    |       | San Lorenzo      |
| 18 | C    | Gabriela Patricia Chávez | 9 aprile 1989 (32 anni)     |       | Estudiantes      |
| 20 | C    | Ruth Bravo               | 6 marzo 1992 (30 anni)      |       | Pachuca          |
| 9  | A    | Sole Jaimes              | 20 gennaio 1989 (33 anni)   |       | Napoli           |
| 11 | A    | Yamila Rodríguez         | 24 gennaio 1998 (24 anni)   |       | Boca Juniors     |
| 15 | A    | Florencia Bonsegundo     | 14 luglio 1993 (28 anni)    |       | Madrid CFF       |
| 19 | A    | Mariana Larroquette      | 24 ottobre 1992 (29 anni)   |       | Sporting Lisbona |
| 21 | A    | Érica Lonigro            | 6 luglio 1994 (28 anni)     |       | River Plate      |
| 22 | A    | Estefanía Banini         | 21 giugno 1990 (31 anni)    |       | Atlético Madrid  |

### Brasile
Selezionatrice: Pia Sundhage
| N. | Pos. | Giocatore      | Data nascita (età)          | Pres. | Squadra               |
| -- | ---- | -------------- | --------------------------- | ----- | --------------------- |
| 1  | P    | Lorena         | 6 maggio 1997 (25 anni)     | 6     | Grêmio                |
| 2  | D    | Letícia Santos | 2 dicembre 1994 (27 anni)   | 35    | Eintracht Francoforte |
| 3  | D    | Kathellen      | 26 aprile 1996 (26 anni)    | 8     | Inter                 |
| 4  | D    | Rafaelle       | 18 giugno 1991 (31 anni)    | 69    | Arsenal               |
| 5  | C    | Duda Santos    | 24 marzo 1996 (26 anni)     | 4     | Palmeiras             |
| 6  | D    | Tamires        | 10 ottobre 1987 (34 anni)   | 122   | Corinthians           |
| 7  | A    | Gabi Portilho  | 18 luglio 1995 (26 anni)    | 2     | Corinthians           |
| 8  | C    | Angelina       | 26 gennaio 2000 (22 anni)   | 14    | Seattle Reign         |
| 9  | A    | Debinha        | 20 ottobre 1991 (30 anni)   | 120   | N. Carolina Courage   |
| 10 | A    | Duda           | 18 luglio 1995 (26 anni)    | 17    | Flamengo              |
| 11 | A    | Adriana        | 17 novembre 1996 (25 anni)  | 25    | Corinthians           |
| 12 | P    | Natascha       | 27 settembre 1997 (24 anni) | 1     | Flamengo              |
| 13 | D    | Antônia        | 26 aprile 1994 (28 anni)    | 13    | Madrid CFF            |
| 14 | C    | Duda Sampaio   | 18 maggio 2001 (21 anni)    | 0     | Internacional         |
| 15 | D    | Tainara        | 21 aprile 1999 (23 anni)    | 13    | Bordeaux              |
| 16 | A    | Bia Zaneratto  | 17 dicembre 1993 (28 anni)  | 94    | Palmeiras             |
| 17 | A    | Ary Borges     | 28 dicembre 1999 (22 anni)  | 11    | Palmeiras             |
| 18 | A    | Geyse          | 27 marzo 1998 (24 anni)     | 27    | Madrid CFF            |
| 19 | A    | Gio Queiroz    | 21 giugno 2003 (19 anni)    | 10    | Levante               |
| 20 | D    | Fe Palermo     | 18 agosto 1996 (25 anni)    | 5     | San Paolo             |
| 21 | A    | Kerolin        | 17 novembre 1999 (22 anni)  | 15    | N. Carolina Courage   |
| 22 | P    | Luciana        | 24 luglio 1987 (34 anni)    | 37    | Ferroviária           |
| 23 | C    | Luana          | 2 maggio 1993 (29 anni)     | 20    | Paris Saint-Germain   |

### Perù
Selezionatore: Conrad Flores
| N. | Pos. | Giocatore          | Data nascita (età)          | Pres. | Squadra                  |
| -- | ---- | ------------------ | --------------------------- | ----- | ------------------------ |
| 1  | P    | Silvana Alfaro     | 6 ottobre 2001 (20 anni)    | 0     | Racing                   |
| 12 | P    | Maryory Sánchez    | 7 aprile 1997 (25 anni)     | 0     | Millonarios              |
| 21 | P    | Mía Shalit         | 3 luglio 2002 (20 anni)     | 0     | Sacramento State Hornets |
| 2  | D    | Stephannie Vásquez | 24 giugno 1994 (28 anni)    | 0     | Universitario            |
| 3  | D    | Grace Cagnina      | 8 maggio 2001 (21 anni)     | 0     | LIU Sharks               |
| 4  | D    | Braelynn Llamoca   | 30 gennaio 2002 (20 anni)   | 0     | UC Riverside Highlanders |
| 13 | D    | Yoselin Miranda    | 14 dicembre 1994 (27 anni)  | 0     | Alianza Lima             |
| 14 | D    | Scarleth Flores    | 12 agosto 1996 (25 anni)    | 0     | Universitario            |
| 17 | D    | Fabiola Herrera    | 18 giugno 1987 (35 anni)    | 0     | Universitario            |
| 5  | C    | Teresa Wowk        | 10 gennaio 2002 (20 anni)   | 0     | Kennesaw State Owls      |
| 6  | C    | Claudia Cagnina    | 10 settembre 1997 (24 anni) | 0     | Sandvikens IF            |
| 7  | C    | Sandy Dorador      | 4 gennaio 1989 (33 anni)    | 0     | Alianza Lima             |
| 8  | C    | Ariana Muñoz       | 1º maggio 2000 (22 anni)    | 0     | North Florida Ospreys    |
| 10 | C    | Sandra Arévalo     | 14 aprile 1998 (24 anni)    | 0     | Alianza Lima             |
| 15 | C    | Emily Flores       | 10 settembre 1990 (31 anni) | 0     | César Vallejo            |
| 20 | C    | Claudia Domínguez  | 17 maggio 2003 (19 anni)    | 0     | Atlético Madrid B        |
| 22 | C    | Cindy Novoa        | 10 agosto 1995 (26 anni)    | 0     | Universitario            |
| 9  | A    | Alexandra Kimball  | 21 settembre 1995 (26 anni) | 0     | N. Carolina Courage      |
| 11 | A    | Xioczana Canales   | 21 aprile 1999 (23 anni)    | 0     | Universitario            |
| 16 | A    | Liliana Neyra      | 22 giugno 1993 (29 anni)    | 0     | Amora                    |
| 18 | A    | Pierina Núñez      | 13 marzo 2000 (22 anni)     | 0     | Betis B                  |
| 19 | A    | Nahomi Martínez    | 5 aprile 1997 (25 anni)     | 0     | Universitario            |
| 23 | A    | Steffani Otiniano  | 7 agosto 1992 (29 anni)     | 0     | Alianza Lima             |

### Uruguay[9]
Selezionatore: Ariel Longo
| N. | Pos. | Giocatore             | Data nascita (età)         | Pres. | Squadra          |
| -- | ---- | --------------------- | -------------------------- | ----- | ---------------- |
| 1  | P    | Josefina Villanueva   | 3 febbraio 2000 (22 anni)  | 0     | Nacional         |
| 12 | P    | Vanina Sburlati       | 3 agosto 2003 (18 anni)    | 0     | Peñarol          |
| 13 | P    | Sofía Olivera         | 14 agosto 1991 (30 anni)   | 0     | UAI Urquiza      |
| 2  | D    | Stephanie Lacoste     | 9 settembre 1996 (25 anni) | 0     | Real Oviedo      |
| 3  | D    | Daiana Farías         | 26 gennaio 1999 (23 anni)  | 0     | Racing Power     |
| 4  | D    | Carina Felipe         | 3 marzo 1998 (24 anni)     | 0     | River Plate      |
| 7  | D    | Stephanie Tregartten  | 13 ottobre 1997 (24 anni)  | 0     | Ceibal           |
| 14 | D    | Pilar González        | 29 giugno 2002 (20 anni)   | 0     | Peñarol          |
| 16 | D    | Lorena González       | 24 aprile 1989 (33 anni)   | 0     | Grêmio           |
| 22 | D    | Sofía Ramondegui      | 26 marzo 2001 (21 anni)    | 0     | Peñarol          |
| 5  | C    | Karol Bermúdez        | 18 aprile 2001 (21 anni)   | 0     | Atlético Mineiro |
| 8  | C    | Ximena Velazco        | 31 luglio 1995 (26 anni)   | 0     | Peñarol          |
| 9  | C    | Pamela González       | 28 agosto 1995 (26 anni)   | 0     | Granada          |
| 15 | C    | Rocío Martínez        | 4 settembre 2001 (20 anni) | 0     | Nacional         |
| 17 | C    | Cecilia Gómez         | 7 settembre 2001 (20 anni) | 0     | Nacional         |
| 18 | C    | Mariana Pion          | 19 dicembre 1992 (29 anni) | 0     | Libertad/Limpeño |
| 20 | C    | Luciana Gómez         | 28 luglio 2000 (21 anni)   | 0     | Atlético Mineiro |
| 23 | C    | Zulma Daer            | 8 novembre 1995 (26 anni)  | 0     | Cerro Largo      |
| 6  | A    | Sindy Ramírez         | 28 gennaio 1991 (31 anni)  | 0     | San Lorenzo      |
| 10 | A    | Carolina Birizamberri | 9 luglio 1995 (26 anni)    | 0     | River Plate      |
| 11 | A    | Esperanza Pizarro     | 15 aprile 2001 (21 anni)   | 0     | Santa Teresa     |
| 19 | A    | Wendy Carballo        | 28 luglio 2002 (19 anni)   | 0     | Peñarol          |
| 21 | A    | Belén Aquino          | 1º febbraio 2002 (20 anni) | 0     | Peñarol          |

### Venezuela
Selezionatrice: Pamela Conti
| N. | Pos. | Giocatore             | Data nascita (età)         | Pres. | Squadra              |
| -- | ---- | --------------------- | -------------------------- | ----- | -------------------- |
| 1  | P    | Yéssica Velásquez     | 28 luglio 1989 (32 anni)   | 0     | Santa Fe             |
| 13 | P    | Nayluisa Cáceres      | 18 novembre 1999 (22 anni) | 0     | Granadilla Tenerife  |
| 22 | P    | Andrea Fernanda Tovar | 22 agosto 1990 (31 anni)   | 0     | Getafe               |
| 2  | D    | Verónica Herrera      | 14 gennaio 2000 (22 anni)  | 0     | Granadilla Tenerife  |
| 3  | D    | Nairelis Gutiérrez    | 2 luglio 1995 (27 anni)    | 0     | Santa Fe             |
| 4  | D    | María Peraza          | 17 gennaio 1994 (28 anni)  | 0     | Atlético Nacional    |
| 5  | D    | Yenifer Giménez       | 3 maggio 1996 (26 anni)    | 0     | Villarreal           |
| 6  | D    | Michelle Romero       | 12 giugno 1997 (25 anni)   | 0     | Sporting Gijón       |
| 12 | D    | Sabrina Araujo-Elorza | 11 maggio 2004 (18 anni)   | 0     | Northeastern Huskies |
| 23 | D    | Gabriela Angulo       | 27 febbraio 2004 (18 anni) | 0     | Deportivo La Guaira  |
| 7  | C    | Paola Villamizar      | 30 giugno 1994 (28 anni)   | 0     | Club Tijuana         |
| 8  | C    | Sonia O'Neill         | 19 agosto 1994 (27 anni)   | 0     | Spalato              |
| 10 | C    | Kika Moreno           | 25 gennaio 1997 (25 anni)  | 0     | Dux Logroño          |
| 14 | C    | Raiderlin Carrasco    | 11 giugno 2002 (20 anni)   | 0     | Caracas              |
| 15 | C    | Yusmery Ascanio       | 20 dicembre 1990 (31 anni) | 0     | Colo-Colo            |
| 16 | C    | Gabriela García       | 2 aprile 1997 (25 anni)    | 0     | Real Sociedad        |
| 17 | C    | Maikerlin Astudillo   | 10 maggio 1992 (30 anni)   | 0     | AEM                  |
| 20 | C    | Dayana Rodríguez      | 20 ottobre 2001 (20 anni)  | 0     | Atlético Mineiro     |
| 21 | C    | Bárbara Olivieri      | 24 febbraio 2002 (20 anni) | 0     | Monterrey            |
| 9  | A    | Deyna Castellanos     | 18 aprile 1999 (23 anni)   | 0     | Atlético Madrid      |
| 11 | A    | Oriana Altuve         | 3 ottobre 1992 (29 anni)   | 0     | Valencia             |
| 18 | A    | Ysaura Viso           | 17 giugno 1993 (29 anni)   | 0     | Colo-Colo            |
| 19 | A    | Mariana Speckmaier    | 26 dicembre 1997 (24 anni) | 0     | Valur                |